# Ельшан Мораді
Ельшан Мораді Абаді (перс. الشن مرادی ابدی; 22 травня 1985) — іранський шахіст, гросмейстер від 2005 року (став третім шахістом Ірану, після Ехсана Гаема Магамі та Аміра Багері, який здобув це звання. 2001 року, коли йому було 16, виграв чемпіонат Ірану, набравши 10 очок з 11 і показавши турнірний перфоменс 2712. Виступав за національну збірну на чотирьох шахових олімпіадах: 2004 (2-га шахівниця), 2006 (4-та шахівниця), 2008 (2-га шахівниця), 2010 (2-га шахівниця). На чемпіонаті світу серед юніорів до 20 років посів 11-те місце. На літніх Азійських іграх 2006 завоював дві бронзові нагороди в командному заліку з класичним контролем часу (разом з Ехсаном Гаемом Магамі та Атусою Пуркашіян). На Азійських іграх в приміщенні 2007 року, що відбулись в Макао, виграв дві бронзи в командному заліку — з класичним і швидким контролем (разом з Ехсаном Гаемом Магамі, Гомаюном Тофікі, Шаді Парідар, Шаєсте Кадерпур і Мітрою Хеджазіпур). На аналогічних змаганнях 2009 року в Куангніні здобув бронзу з блискавичних шахів у командному заліку (разом з Ехсаном Гаемом Магамі, Мортезою Магджубом, Атусою пуркашіян, Шаді Парідар і Шаєсте Кадерпур.
Закінчив середню школу імені Алламе Хіллі в Тегерані, а потім Технологічний університет Шаріф за спеціальністю хімія.

## Зміни рейтингу
| На цьому місці має відображатися графік чи діаграма, однак з технічних причин його відображення наразі вимкнено. Будь ласка, не видаляйте код, який викликає це повідомлення. Розробники вже працюють для того, щоби відновити штатне функціонування цього графіка або діаграми. | |
| | На цьому місці має відображатися графік чи діаграма, однак з технічних причин його відображення наразі вимкнено. Будь ласка, не видаляйте код, який викликає це повідомлення. Розробники вже працюють для того, щоби відновити штатне функціонування цього графіка або діаграми. |